# Chelonoidis denticulatus
La testuggine dai piedi gialli sudamericana (Chelonoidis denticulatus (Linnaeus, 1766)) è una specie di tartaruga della famiglia Testudinidae che vive nelle foreste pluviali del Sud America.

## Descrizione
Le dimensioni del carapace sono 50-65 cm per gli esemplari maschi e 65-75 cm in quelli femmina; è di colore marrone scuro (non nero) e presenta cerchi giallo chiaro. Il piastrone è marrone con riquadri gialli, appiattito nelle femmine è invece concavo nei maschi. Sono presenti più macchie gialle sulle gambe e la testa.

## Distribuzione e habitat
Si trova nelle giungle di Colombia, Venezuela, Guyana, Brasile, Ecuador, Perù, Bolivia e Paraguay.

## Biologia
Nel suo habitat naturale ha un ampio spettro di cibo disponibile. Erba, foglie e frutti tropicali sono la principale fonte di cibo. Anche le chiocciole, lombrichi e insetti sono fanno parte della dieta di questa specie.
La maturità sessuale è raggiunta tra i 5 e i 7 anni. Il maschio è in genere molto territoriale nei confronti di altri esemplari. Dopo che la femmina ha deposto 3 o 8 uova, ciò si può verificare anche sette volte l'anno, le uova necessitano di un periodo di incubazione che dura circa dai 4 ai 5 mesi, ad una temperatura costante di 28 a 29 °C ed un alto grado di umidità.

## Rapporti con l'uomo
Come molte altre specie esotiche in Amazzonia è utilizzata come ingrediente principale di molti piatti ed è possibile trovarne la carne nei mercati delle città.
In Perù, nessuno può acquistare tartarughe vive o carni nei mercati. È anche vietato il trasporto e la commercializzazione nel Paese e la sua riproduzione all'estero.